# لوئیس لوری
لوئیس لوری (انگلیسی: Louis Laurie; ۱۹ نوامبر ۱۹۱۷ – ۲۶ دسامبر ۲۰۰۲) بوکسور اهل ایالات متحده آمریکا بود.